# 25000 Astrometria
25000 Astrometria este o planetă minoră (asteroid), cu un diametru de 17,483 km, din centura de asteroizi. A fost descoperită pe 28 iulie 1998 la Prescott Observatory⁠(d) de Paul G. Comba⁠(d) și a fost numită după Astrometrie. 
Obiectul prezintă o orbită caracterizată de o semiaxă mare de 3,1626269 UAi, o excentricitate de 0,1, o înclinație de 14,974 ° în raport cu ecliptica.